# Cesonia cincta
Cesonia cincta är en spindelart som först beskrevs av Banks 1909.  Cesonia cincta ingår i släktet Cesonia och familjen plattbuksspindlar.
Artens utbredningsområde är Kuba. Inga underarter finns listade i Catalogue of Life.